# Cratere Cagli
Cagli è un cratere sulla superficie di Marte.